# 우수AMS
우수AMS 주식회사는 대한민국의 모빌리티 구동 솔루션 기업이다. 본사는 경남 창원시 성산구 월림로 62(신촌동 192-4)에 위치해 있다.
알루미늄 다이캐스팅과 플라스틱 사출 기술을 보유하고 있다.

## 역사
1983년 우수기계공업사로 창립하였고 2003년 2월 코스닥에 상장되었다.

## 사업장 현황
- 본사: 경상남도 창원시 성산구 월림로 62(신촌동)
- 울산공장: 울산광역시 울주군 상북면 산전후리로 40-5